# الدوري البرازيلي الدرجة الأولى
الدوري البرازيلي للدرجة الأولى (بالبرتغالية: Campeonato Brasileiro Série A‏)، والمعروف اختصاراً باسم البراسيليراو (Brasileirão) أو سيري A البرازيلية (لتمييزه عن سيري A الإيطالية)، هو دوري كرة القدم الاحترافي في البرازيل وأعلى مستوى في نظام الدوري البرازيلي لكرة القدم. يتنافس فيه 20 ناديًا، ويعمل وفق نظام الصعود والهبوط مع الدوري البرازيلي الدرجة الثانية (Série B). في عام 2021، اختار الاتحاد الدولي لتاريخ وإحصاءات كرة القدم (IFFHS) هذه البطولة كأقوى دوري وطني في أمريكا الجنوبية وكذلك الأقوى في العالم.
نظراً للخصائص التاريخية وحجم البلاد الجغرافي الكبير، فإن البرازيل لديها تاريخ قصير نسبياً من البطولات الكروية الوطنية. كانت البطولات الرئيسية والأكثر شهرة هي البطولات الولائية التي تُنظَّم في كل ولاية برازيلية، بالإضافة إلى بطولات بين الولايات مثل بطولة ريو-ساو باولو. في عام 1959، ومع تقدم وسائل النقل الجوي والحاجة إلى تحديد ممثل برازيلي للمشاركة في النسخة الأولى من كوبا ليبرتادوريس، تم إنشاء بطولة وطنية منتظمة تحت اسم تاسا برازيل (Taça Brasil) (بالعربية: كأس البرازيل). وفي عام 1967، تم توسيع بطولة ريو-ساو باولو لتشمل فرقًا من ولايات أخرى، وأعيدت تسميتها إلى بطولة روبرتو غوميز بيدروسا، والتي اعتُبرت أيضًا بطولة وطنية. أما أول بطولة حملت رسميًا اسم "الدوري البرازيلي" فقد أُقيمت في عام 1971، وفاز بها أتلتيكو مينيرو، لكن البطولة لم تُعرف رسميًا بهذا الاسم حتى عام 1989.
إحدى السمات التاريخية للدوري البرازيلي هي عدم ثبات نظام المسابقة من حيث القواعد وعدد المشاركين، حيث تغيرت هذه الأمور تقريبًا كل موسم. ونتيجة لذلك، لم يكن هناك دائمًا نظام صعود وهبوط إلى الدرجة الثانية، وأحيانًا لم تكن هناك تقسيمات بين الدرجات المختلفة. كما كان عدد الأندية المشاركة متغيرًا، إذ بلغ ذروته في نسخة 1979 بمشاركة 92 فريقًا. وشملت الصيغ المختلفة التي تم اعتمادها على مر السنين نظام خروج المغلوب (1959–1968) ونظام المجموعات متبوعًا بالأدوار الإقصائية (1967–2002). ولكن منذ عام 2006، استُقر على نظام الدوري بنظام الذهاب والإياب بين 20 فريقًا.
في عام 2010، قرر الاتحاد البرازيلي لكرة القدم (CBF) اعتبار الفائزين بالبطولات الوطنية من عام 1959 إلى 1970 (تاسا برازيل وبطولة روبرتو غوميز بيدروسا) أبطالًا رسميين للبرازيل، ولكن ليس كفائزين ببطولة سيري A. وفي أغسطس 2023، أعلن الاتحاد البرازيلي لكرة القدم أن بطولة "تورنيو دوس كامبيونيس" لعام 1937 تُعتبر بأثر رجعي بطولة وطنية برازيلية. ورغم أن هذه البطولات تختلف عن "سيري آ"، إلا أن ألقابها تُعادل لقب الدوري البرازيلي وتُدرج ضمن الإحصائيات الرسمية.
يُعد الدوري البرازيلي من أقوى الدوريات في العالم، حيث يمتلك ثاني أكبر عدد من الأندية الفائزة بكأس العالم للأندية (10 ألقاب عبر 6 أندية)، كما أنه ثاني أكثر الدوريات فوزًا بكوبا ليبرتادوريس (23 لقباً عبر 11 نادياً). وفقًا لـ IFFHS، تم تصنيف الدوري في المرتبة الرابعة عالمياً بين عامي 2001 و2012 بعد الدوري الإنجليزي الممتاز (البريميرليغ)، والدوري الإسباني (لا ليغا)، والدوري الإيطالي (سيري A). كما أن الدوري البرازيلي هو الأكثر مشاهدة في الأمريكتين وأحد أكثر البطولات متابعة على مستوى العالم، حيث يتم بثه في 155 دولة. وهو أيضًا من أغنى البطولات الكروية، إذ يُعد سادس أغلى دوري في العالم بقيمة تتجاوز 1.43 مليار دولار أمريكي، ويحقق إيرادات سنوية تتجاوز 1.17 مليار دولار (وفقًا لإحصائيات عام 2012).
منذ انطلاقه في عام 1959، شارك 156 ناديًا في الدوري البرازيلي. وقد تُوج 17 ناديًا بلقب الدوري، 13 منها فازت باللقب أكثر من مرة. يُعتبر بالميراس النادي الأكثر نجاحًا، حيث فاز بالبطولة 12 مرة، يليه سانتوس بـ 8 ألقاب، ثم كورينثيانز وفلامنغو بـ 7 ألقاب لكل منهما. وحقق فريق سانتوس بقيادة "أوس سانتاستيكوس" خمسة ألقاب متتالية بين عامي 1961 و1965، وهو إنجاز لم يتكرر حتى الآن. أما ولاية ساو باولو، فهي الأكثر نجاحًا، حيث جمعت 34 لقباً عبر 5 أندية.
بطل موسم 2024 هو بوتافوغو محققاً الإنجاز للمرة الثالثة في تاريخه.

## سجل الأبطال

### تاسا برازيل
- 1959: باهيا
- 1960: بالميراس
- 1961: سانتوس
- 1962: سانتوس
- 1963: سانتوس
- 1964: سانتوس
- 1965: سانتوس
- 1966: كروزيرو
- 1967: بالميراس
- 1968: بوتافوغو

### مسابقة روبرتو غوميش بيدروسا
- 1967: بالميراس
- 1968: سانتوس
- 1969: سانتوس
- 1970: فلومينينسي

### دوري الدرجة الأولى
| - 1971: أتلتيكو مينيرو - 1972: بالميراس - 1973: بالميراس - 1974: فاسكو دا غاما - 1975: بالميراس - 1976: إنترناسيونال - 1977: إنترناسيونال - 1978: ساو باولو - 1979: غواراني - 1980: فلامنغو - 1981: غريميو - 1982: فلامنغو - 1983: فلامنغو - 1984: فلومينينسي - 1985: كوريتيبا - 1986: ساو باولو - 1987: سبورت ريسيفي - 1988: باهيا - 1989: فاسكو دا غاما - 1990: كورينثيانز | - 1991: ساو باولو - 1992: فلامنغو - 1993: بالميراس - 1994: بالميراس - 1995: بوتافوغو - 1996: غريميو - 1997: فاسكو دا غاما - 1998: كورينثيانز - 1999: كورينثيانز - 2000: فاسكو دا غاما - 2001: أتلتيكو باراناينسي - 2002: سانتوس - 2003: كروزيرو - 2004: سانتوس - 2005: كورينثيانز - 2006: ساو باولو - 2007: ساو باولو - 2008: ساو باولو - 2009: فلامنغو - 2010: فلومينينسي | - 2011: كورينثيانز - 2012: فلومينينسي - 2013: كروزيرو - 2014: كروزيرو - 2015: كورينثيانز - 2016: بالميراس - 2017: كورينثيانز - 2018: بالميراس - 2019: فلامنغو - 2020: فلامنغو - 2021: أتلتيكو مينيرو - 2022: بالميراس - 2023: بالميراس - 2024: بوتافوغو |

## الأكثر تتويجاً

### حسب النادي
سبعة عشر نادياً استطاعوا تحقيق الدوري البرازيلي. وفيما يلي قائمة الأندية التي حققت الدوري:
- بطولة كأس البرازيل (*) وبطولة روبرتو غوميش بيدروسا (^).

| النادي             | الفوز | الوصافة | سنوات الفوز                                                                 | سنوات الوصافة                                     |
| ------------------ | ----- | ------- | --------------------------------------------------------------------------- | ------------------------------------------------- |
| بالميراس           | 12    | 4       | 1960*، 1967*، 1967^، 1969^، 1972، 1973، 1993، 1994، 2016، 2018، 2022، 2023. | 1970^، 1978، 1997، 2017                           |
| سانتوس             | 8     | 8       | 1961*، 1962*، 1963*، 1964*، 1965*، 1968^، 2002، 2004                        | 1959*، 1966*، 1983، 1995، 2003، 2007، 2016، 2019  |
| ساو باولو          | 7     | 3       | 1990، 1998، 1999، 2005، 2011، 2015، 2017                                    | 1976، 1994، 2002                                  |
| فلامنغو            | 7     | 3       | 1980، 1982، 1983، 1992، 2009، 2019، 2020                                    | 1964*، 2018، 2021                                 |
| كورينثيانز         | 6     | 6       | 1977، 1986، 1991، 2006، 2007، 2008                                          | 1971، 1973، 1981، 1989، 1990، 2014                |
| كروزيرو            | 4     | 5       | 1966*، 2003، 2013، 2014                                                     | 1969^، 1974، 1975، 1998، 2010                     |
| فاسكو دا غاما      | 4     | 4       | 1974، 1989، 1997، 2000                                                      | 1965*، 1979، 1984، 2011                           |
| فلومينينسي         | 4     | 0       | 1970^، 1984، 2010، 2012                                                     | —                                                 |
| إنترناسيونال       | 3     | 8       | 1975، 1976، 1979                                                            | 1967^، 1968^، 1988، 2005، 2006، 2009، 2020، 2022. |
| أتلتيكو مينييرو    | 3     | 5       | 1937، 1971، 2021                                                            | 1977، 1980، 1999، 2012، 2015                      |
| بوتافوغو           | 3     | 3       | 1968*، 1995، 2024                                                           | 1962*، 1972، 1992،                                |
| غريميو             | 2     | 4       | 1981، 1996                                                                  | 1982، 2008، 2013، 2023                            |
| باهيا              | 2     | 2       | 1959*، 1988                                                                 | 1961*، 1963*                                      |
| غواراني            | 1     | 2       | 1978                                                                        | 1986، 1987                                        |
| أتلتيكو باراناينسي | 1     | 1       | 2001                                                                        | 2004                                              |
| سبورت ريسيفي       | 1     | 0       | 1987                                                                        | —                                                 |
| كوريتيبا           | 1     | 0       | 1985                                                                        | —                                                 |
| فورتاليزا          | 0     | 2       | —                                                                           | 1960*، 1968*                                      |
| ساو كايتانو        | 0     | 2       | —                                                                           | 2000، 2001                                        |
| ناوتيكو            | 0     | 1       | —                                                                           | 1967*                                             |
| بانغو              | 0     | 1       | —                                                                           | 1985                                              |
| براغانتينو         | 0     | 1       | —                                                                           | 1991                                              |
| فيتوريا            | 0     | 1       | —                                                                           | 1993                                              |
| بورتوغيزا          | 0     | 1       | —                                                                           | 1996                                              |

### حسب الولاية
| الولاية           | الألقاب | الأندية الفائزة                                                       |
| ----------------- | ------- | --------------------------------------------------------------------- |
| ساو باولو         | 34      | بالميراس (12)، سانتوس (8)، ساو باولو (7)، كورينثيانز (6)، غواراني (1) |
| ريو دي جانيرو     | 17      | فلامنغو (7)، فاسكو دا غاما (4)، فلومينينسي (4)، بوتافوغو (3)          |
| ميناس جرايس       | 7       | كروزيرو (4)، أتلتيكو مينيرو (3)                                       |
| ريو غراندي دو سول | 5       | إنترناسيونال (3)، غريميو بورتو أليغرينزي (2)                          |
| باهيا             | 2       | باهيا (2)                                                             |
| بارانا            | 2       | كوريتيبا (1)، أتلتيكو باراناينسي (1)                                  |
| بيرنامبوكو        | 1       | سبورت ريسيفي (1)                                                      |

## اللاعبون

### سجل اللاعبين
| #  | اللاعب           | المباريات |
| -- | ---------------- | --------- |
| 1  | روجيريو سيني     | 575       |
| 2  | فابيو            | 559       |
| 3  | ليو مورا         | 471       |
| 4  | باولو باير       | 429       |
| 5  | زينهو            | 369       |
| 6  | كليمر            | 368       |
| 6  | رامون            | 368       |
| 8  | هارلي            | 347       |
| 9  | كليبر            | 337       |
| 10 | روبيرتو ديناميتي | 328       |

| #  | اللاعب           | الأهداف |
| -- | ---------------- | ------- |
| 1  | روبيرتو ديناميتي | 190     |
| 2  | روماريو          | 154     |
| 3  | إدموندو          | 153     |
| 4  | فريد             | 151     |
| 5  | زيكو             | 135     |
| 6  | توليو            | 129     |
| 7  | سيرجينيو تشولابا | 127     |
| 8  | واشنطن           | 126     |
| 9  | لويس فابيانو     | 117     |
| 10 | داريو            | 113     |

الملاحظات:
- جميع اللاعبين هم برازيليين ما لم يذكر خلاف ذلك.
- الخط المائل يدل على اللاعب لا يزال يلعب كرة القدم، والغامق يدل على اللاعب لا يزال يلعب في الدوري البرازيلي الأول.[11]
- المصادر: مجلة بلاسر – غويا دو براسيليراو 2010 وموقع GloboEsporte.com.[12][13]

## وصلات خارجية
- CBF Confederação Brasileira de Futebol – Brazilian Football Confederation
- Campeonato Brasileiro Vídeos dos gols do Campeonato Brasileiro – Série A
- RSSSF Brazil links
- Best Attendances 1971/2008
- zerozero.pt
- Map of Serie A club locations
- Brazilian Championship News (in English)
- Futpedia The Brazilian Football Encyclopedia، with historical statistics about championships، clubs، games، athletes، and more (Portuguese).
- Champions Squads